# Apolocotinga
De apolocotinga (Phibalura boliviana) is een zangvogel uit de familie cotinga's (Cotingidae). Het is een bedreigde, endemische vogelsoort in Bolivia.

## Taxonomie
De vogel werd in 1902 verzameld in Bolivia door een plantkundige en in de collectie van het AMNH opgenomen als Phibalura flavirostris. In 1926 schreef Frank Michler Chapman over dit museumexemplaar omdat de vogel verder alleen in Brazilië voorkwam en dat er niet meer waarnemingen uit Bolivia kwamen. Hij besloot dat de vogel een ondersoort (race) was en maakte in 1930 daarvan een geldige beschrijving. Pas 98 jaar later werd de vogel herontdekt in Bolivia en in een publicatie die in 2011 verscheen werd aannemelijk gemaakt dat het hier om een aparte soort ging.

## Kenmerken
De vogel is 21 tot 23,5 cm lang en lijkt sprekend op de zwaluwstaartcotinga (P. flavirostris). Er zijn kleine verschillen, de vogel heeft minder zwart op de kruin, de ogen zijn mosterkleurig geel (niet rood), de snavel is iets meer gekromd, de poten zijn oranje-geel (niet roze) en de staart van het mannetje is gemiddeld langer. Verder zijn er verschillen in het geluid gedocumenteerd. De vogel is standvogel in bergbossen, terwijl de zwaluwstaartcotinga een trekvogel is die broedt in bergland en in de zuidelijke winter in laagland verblijft.

## Verspreiding en leefgebied
De soort komt voor in westelijk Bolivia rond Apolo in de provincie Franz Tamayo (departement La Paz).  De leefgebieden liggen op een plateau tussen de 1400 en 2000 meter boven zeeniveau met stukken vochtig bos afgewisseld door moerassen in de uitlopers van de Andes. De vogels houden zich op aan de randen van het bos. Ze leven van vliegende insecten en eten ook vruchten. Ze broeden in losse kolonies van hoogstens vijf paren.

## Status
De apolocotinga heeft een beperkt verspreidingsgebied en daardoor is de kans op uitsterven aanwezig. De grootte van de populatie werd in 2016 door BirdLife International geschat op 400 tot 530 volwassen individuen en de populatie-aantallen nemen af door habitatverlies. Het leefgebied wordt aangetast door ontbossing waarbij natuurlijk bos wordt omgezet in weidegronden en ander agrarisch gebruik. Om deze redenen staat deze soort als bedreigd op de Rode Lijst van de IUCN.